# 福岡県立築上西高等学校
福岡県立築上西高等学校（ふくおかけんりつ ちくじょうにしこうとうがっこう, Fukuoka Prefectural Chikujo Nishi High School）は、福岡県築上郡築上町椎田に所在する公立高等学校。略称「西高」。

## 概要
歴史
1913年（大正2年）に開校した「築上郡立椎田実業女学校」（後に高等女学校）を前身とし、2003年（平成15年）に創立90周年を迎えた。
学区
福岡県第一学区（旧第一学区）（築上郡、豊前市、京都郡、行橋市）
設置課程・学科
全日制課程 普通科
校訓
「克己創造」
校章
背景に柏の葉などを用いている。中央に「高」の文字（旧字体）を置いている。
校歌・応援歌
校歌の作詞は島田芳文、作曲は田村しげるによる。4番まであり、校名は歌詞に登場しない。応援歌には第一応援歌（作詞・作曲- 田中武雅）と第二応援歌（作詞-前田稔、作曲-古城戸弘）がある。
同窓会
「鏑陵会」と称する。
分校
福岡県立築上西高等学校築上町立上城井分校があったが、2010年（平成22年）3月に閉校した。

## 沿革
- 1912年（大正元年）12月6日 - 築上郡会で築上郡立椎田[1]実業女学校の設立が議決される。
- 1913年（大正2年）3月12日 - 「築上郡立椎田実業女学校」が椎田尋常高等小学校（現・築上町立椎田小学校）の一部を仮校舎として開校。
- 1914年（大正3年）4月30日 - 校舎が完成し、移転。
- 1923年（大正12年）4月1日 - 県立移管により、「福岡県立椎田女学校」と改称。
- 1927年（昭和2年）
  - 10月10日 - 校地拡張に伴い、運動場の位置を変更。
  - 12月16日 - 講堂が完成。
- 1930年（昭和5年）3月1日 - 「福岡県椎田高等実業女学校」に改称。
- 1939年（昭和14年）4月1日 - 組織改編に伴い、「福岡県椎田高等女学校」に改称。
- 1948年（昭和23年）
  - 4月1日 - 学制改革に伴い、「福岡県立椎田高等学校」（女子校、全日制課程・普通科）と改称。旧高等女学校3年生以下は併置中学校に収容。
  - 6月5日 - 定時制課程（男女共学）を設置。
- 1949年（昭和24年）
  - 4月 - 福岡県学区制の実施により、この時の全日制入学生から、男女共学となる。
  - 8月 - 「福岡県立築上西高等学校」（現校名）に改称。
- 1950年（昭和25年）4月 - 家庭科を設置。定時制課程上城井分校を上城井村立（現・築上町立）上城井小学校内に設置。1学級53名。分校の正式名称は福岡県立築上西高等学校上城井村立上城井分校。
- 1951年（昭和26年）- 上城井分校校舎が完成。
- 1953年（昭和28年）3月 - 上城井分校に家庭科課程を設置。
- 1955年（昭和30年）1月1日 - 分校の正式名称が福岡県立築上西高等学校築城町立上城井分校に改称。
- 1956年（昭和31年）4月 - 本校定時制を廃止し、全日制課程を1学級増設。
- 1962年（昭和37年）- 鉄筋コンクリート校舎が完成。
- 1973年（昭和48年）
  - この年- 体育館武道場が完成。
  - 4月 - 上城井分校の被服科を家政科に変更。
- 1980年（昭和55年）2月29日 - 食堂が完成。
- 1983年（昭和58年）3月17日 - 武道場「鏑心館」が完成。
- 1990年（平成2年）3月15日 - 芸術棟が完成。
- 1993年（平成5年）3月31日 - 本校被服科を廃止。
- 2002年（平成14年）3月20日 - 弓道場が完成。
- 2005年（平成17年）11月10日 - 新図書館が完成。
- 2006年（平成18年）1月10日 - 分校の正式名称が福岡県立築上西高等学校築上町立上城井分校に改称。
- 2008年（平成20年）4月8日 - 制服を改定。
- 2010年（平成22年）3月31日 - 上城井分校を廃止。

## 学校行事
3学期制
1学期
- 4月 - 始業式、入学式
- 5月 - 中間考査、1年克己心育成のための宿泊体験学習
- 6月 - 体育大会、期末考査
- 7月 - 終業式
- 8月 - （2学期始業式）

2学期
- 9月 - （始業式は8月末）、文化祭
- 10月 - 中間考査、体験入学
- 11月 - 期末考査
- 12月 - 終業式

3学期
- 1月 - 始業式
- 2月 - 推薦入試、同窓会入会式
- 3月 - 卒業式、一般入試、終業式

## 部活動
運動部
- 陸上部
- レスリング部
- 野球部
- 剣道部
- 弓道部
- 庭球部
- バスケットボール部
- バレーボール部（女）
- サッカー同好会
- 卓球同好会

文化部
- 写真部
- 書道部
- 音楽部（ブラスバンド）
- 美術部
- ハンドメイド部
- 茶道部
- 華道部
- Sクラブ（ボランティア）
- 広報部
- 演劇同好会
- 国際交流同好会

## アクセス
最寄りの鉄道駅
- 九州旅客鉄道（JR九州）日豊本線　「椎田駅」より徒歩4分。

最寄りのバス停
- 築上町コミュニティバス[2] 「椎田駅」バス停

最寄りの道路
- 国道10号
- 福岡県道234号求菩堤椎田線
- 福岡県道238号豊津椎田線
- 福岡県道58号椎田勝山線

## 周辺
- 築上町役場（旧・椎田町役場）
- 築上町立椎田小学校
- 築上町図書館
- 臼田簡易郵便局

## 主な卒業生
- 荒尾聡 - オートレース選手